# New Adventures
New Adventures (ook The New Adventures genoemd) is een Nederlandse bluesrock-band. Hun belangrijkste periode was van 1979 tot begin jaren 80. Hun singles Come on (een cover van Chuck Berry) en Midnight magic maniac behaalden noteringen in de Nederlandse Top 40. In 1980 wonnen zij een Zilveren Harp.

## Beschrijving
De band is afkomstig uit Winschoten in de provincie Groningen, en werd in 1978 opgericht door Peter Bootsman, Harry de Winter en Henk Torpedo. In het begin werden ze met name als new wave-band gezien. Na een aantal plaatselijke optredens in Oost-Groningen stonden ze in het voorprogramma van Wild Romance. Ze hadden hun televisiedebuut in 1979 op VARA's Popkaravaan in Wateren In hun eerste jaar stonden ze al in het voorprogramma van Golden Earring, en tekenden ze een platencontract bij Polydor. In deze periode deden ze veel optredens door heel Nederland.
De eerste twee albums, New Adventures en Wild Cats Moanin', werden geproduceerd door George Kooymans. In 1981 opende de band ‘s morgens om 11.00 uur  Pinkpop en was 1 van de grote verrassingen die dag. In 1982 verschijnt het derde album Point Blank, door de band zelf geproduceerd voor V8 Records. Later dat jaar verliet drummer Torpedo de band. Hij werd vervangen door Peter Walrecht, onder andere bekend van Wild Romance en White Honey. Vanaf 1983 gebruikte de band ook toetsinstrumenten en maakten ze op het vierde album Radiator een soort powerpop.
Na een afscheidstournee in Groningen en Veendam werd de band in 1986 opgeheven. De leden speelden af en toe nog wel samen als trio, of in de groep New Legend. In 1993 werd de band opnieuw opgericht door de oorspronkelijke leden, met Torpedo terug op drums. In dat najaar deed de band ook een tournee door Europa als begeleidingsband en in het voorprogramma van Pat Travers.
Rond 1995 verliet Harry de Winter de band en werd opgevolgd door de bassist Rudy Englebert, die eerder o.a. bij Herman Brood en Vitesse speelde. Deze werd op zijn beurt weer vervangen door Gerrit Veen, ook bekend van Wild Romance, die uiteindelijk ook op de cd Babyshake (1998) is te horen. Kort na de release van deze cd werd de band weer opgeheven. Incidenteel worden nog wel optredens gegeven.
Van 2001 tot en met mei 2013 trad de band met enige regelmaat op in de originele bezetting. In mei 2013 besloot de band na zijn laatste optreden per direct de samenwerking op te zeggen met drummer Henk Torpedo. Zijn opvolger was Bennie Top, die al een paar nummers had meegespeeld op de cd Babyshake. Op 10 juni 2014 kwam een nieuwe cd uit, onder de titel Station Zero. In 2016 nam Top afscheid van de band, omdat hij het werk niet kon combineren met andere werkzaamheden. Hij werd opgevolgd door Peter Walrecht, tevens drummer bij AA & The Doctors. In augustus 2016 speelde de New Adventures op het festival Dicky Woodstock in het voorprogramma van de Engelse Rockband Status Quo. Na dit weekend bleken de muzikale meningsverschillen inmiddels zo diep te zitten, dat er geen houden meer aan was en de band dat weekend de pijp aan Maarten gaf.

## Discografie

### Albums
| Album met eventuele hitnotering(en) in de Nederlandse Album Top 100 | Datum van verschijnen | Datum van binnenkomst | Hoogste positie | Aantal weken | Opmerkingen   |
| ------------------------------------------------------------------- | --------------------- | --------------------- | --------------- | ------------ | ------------- |
| New Adventures                                                      | 1980                  | 23-02-1980            | 14              | 14           |               |
| Wild Cats Moanin'                                                   | 1981                  | 18-04-1981            | 17              | 7            |               |
| Point Blank                                                         | 1982                  | 10-04-1982            | 20              | 8            |               |
| Radiator                                                            | 1983                  | -                     |                 |              |               |
| The Best Adventures                                                 | 1983                  | -                     |                 |              | Verzamelalbum |
| Live's A Mess                                                       | 1986                  | -                     |                 |              | Livealbum     |
| Babyshake                                                           | 1998                  | -                     |                 |              | cd            |
| Lost & Found: New Adventures en Wild Cats Moanin' op 1 cd           | 1999                  | -                     |                 |              | cd            |
| Live's A Mess                                                       | 2002                  | -                     |                 |              | cd            |
| Station Zero                                                        | 2014                  | -                     |                 |              | cd            |

### Singles
| Single met eventuele hitnotering(en) in de Nederlandse Top 40 | Datum van verschijnen | Datum van binnenkomst | Hoogste positie | Aantal weken | Opmerkingen                 |
| ------------------------------------------------------------- | --------------------- | --------------------- | --------------- | ------------ | --------------------------- |
| New Adventures                                                | 1979                  | -                     |                 |              |                             |
| Come on                                                       | 1979                  | 15-12-1979            | 31              | 6            | Nr. 40 in de Single Top 100 |
| Late late show                                                | 1980                  | 29-03-1980            | tip4            | -            | Nr. 26 in de Single Top 100 |
| Backdoor lovers                                               | 1980                  | 28-06-1980            | tip21           | -            |                             |
| Midnight magic maniac                                         | 1981                  | 18-04-1981            | 29              | 4            | Nr. 24 in de Single Top 100 |
| She does it right                                             | 1981                  | -                     |                 |              |                             |
| Mama bay                                                      | 1982                  | -                     |                 |              |                             |
| Don't want you                                                | 1982                  | 22-05-1982            | tip12           | -            |                             |
| Sunny island                                                  | 1982                  | -                     |                 |              |                             |
| Rockets all over the world                                    | 1983                  | -                     |                 |              |                             |
| Brujo                                                         | 1983                  | -                     |                 |              |                             |
| Ragfever                                                      | 1983                  | -                     |                 |              |                             |
| Anything                                                      | 1998                  | -                     |                 |              |                             |
| No Regrets                                                    | 2014                  | -                     |                 |              |                             |

| Single met hitnotering(en) in de Vlaamse Ultratop 50 | Datum van verschijnen | Datum van binnenkomst | Hoogste positie | Aantal weken | Opmerkingen                 |
| ---------------------------------------------------- | --------------------- | --------------------- | --------------- | ------------ | --------------------------- |
| Come on                                              | 1979                  | -                     |                 |              | Nr. 27 in de Radio 2 Top 30 |
| Midnight magic maniac                                | 1981                  | -                     |                 |              | Nr. 17 in de Radio 2 Top 30 |